# 鲁布桑海达布
鲁布桑海达布（羅馬化：Luvsankhaidav，1871年—1918年），藏族，清代西藏人，第八世哲布尊丹巴的弟弟，藏传佛教宁玛派吹仲喇嘛。

## 生平
鲁布桑海达布是第八世哲布尊丹巴的三弟。他还有两位哥哥，分别为巴丹泽仁公（Балданцэрэн Гүн）、卓洛康巴（Жолоо Хамба）。他的父亲没有来外蒙古，可能是去世了。他的母亲叫艾多布杜拉姆（Ойдовдулам）。他和第八世哲布尊丹巴于1875年来到外蒙古库伦。鲁布桑海达布12岁时，第八世哲布尊丹巴的经师巴丹吹波（Балданчоймбол）决定令其成为通灵者，1884年从西藏请来吹仲喇嘛塞特巴（Сээтэвийг）为其举行宗教仪式，令其成为儿童神卜（吹仲）。与塞特巴一同举办此次仪式的还有库伦喇嘛罗桑培哲（Лувсанпэлжээ）。鲁布桑海达布作法时依止的神卜有乃琼吹仲（为護法白哈尔附身）、孜玛热吹仲（藏文转写rtse-ma-ra/tsi-ma-ra chos-skyong或者tsi'u dmar-po。为桑耶寺的護法之一孜玛热附身）、多杰雄登。鲁布桑海达布本人是宁玛派的信奉者，并且不顾格鲁派的独身教规而结婚。
第一座为公共吹仲喇嘛而建的藏传佛教寺院靠民间集资而建成，位于大库伦，存在于1896年至1902年期间。1903年，该寺院毁于火灾。随后，鲁布桑海达布用自己的钱——也就是用其妻苏伦霍洛（Сүрэнхорлоо），乌兰巴托买卖城（汉人商业区）一位商人的女儿的钱——开始用石头兴建一座寺院，寺院选址于1891年至1901年之间建有的一座寺院的基址上。1906年，鲁布桑海达布呈奏清朝光绪帝，称建此寺以为光绪帝祝寿并祝大清帝国江山永固，请光绪帝为该寺赐名。光绪帝遂赐名“兴仁寺”。1908年，该寺建成。第八世哲布尊丹巴赐寺名“镇魔极乐宫”（意译）。
大蒙古国成立后，鲁布桑海达布被封为“国家吹仲”（Төрийн Чойжин）。
1918年，鲁布桑海达布圆寂。如今兴仁寺内的主殿中，仍供奉有鲁布桑海达布的塑像，位于中央的释迦牟尼像右侧。